# Bart Zoet
Hubertus Balthazar Zoet, detto Bart (Sassenheim, 20 ottobre 1942 – Sassenheim, 13 maggio 1992), è stato un ciclista su strada olandese.

## Palmarès

### Olimpiadi
- 1 medaglia:
  - 1 oro (Tokyo 1964 nella corsa a cronometro a squadre)